# Печиська (Каліський повіт)
Печиська (пол. Pieczyska) — село в Польщі, у гміні Бжезіни Каліського повіту Великопольського воєводства.
Населення — 289 осіб (2011).
У 1975-1998 роках село належало до Каліського воєводства.

## Демографія
Демографічна структура станом на 31 березня 2011 року:
|          | Загалом | Допрацездатний вік | Працездатний вік | Постпрацездатний вік |
| -------- | ------- | ------------------ | ---------------- | -------------------- |
| Чоловіки | 149     | 31                 | 102              | 16                   |
| Жінки    | 140     | 24                 | 76               | 40                   |
| Разом    | 289     | 55                 | 178              | 56                   |